# ゲオルク・エーバース

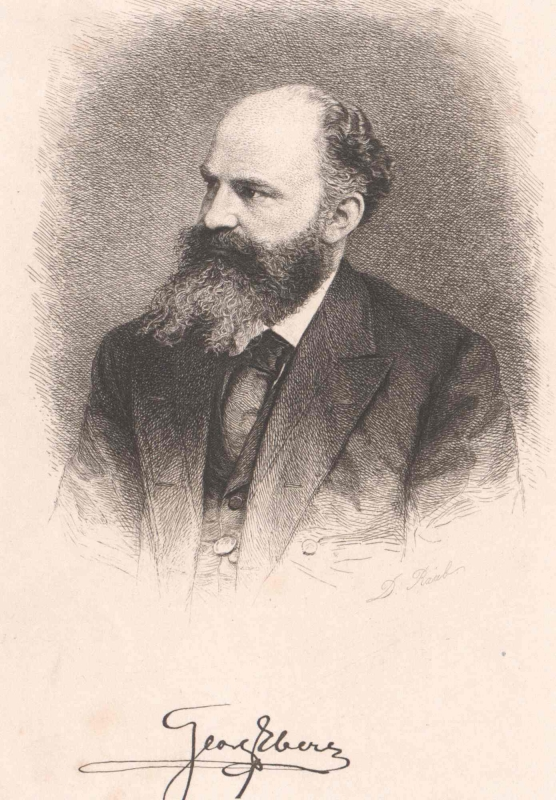

ゲオルク・モーリッツ・エーバース（Georg Moritz Ebers、1837年3月1日 - 1898年8月7日）は、ドイツのエジプト学者、小説家。
姓はエーベルスとも。古代エジプト医学に関する文献であるエーベルス・パピルスに名を残す。

## 生涯と業績
エーバースはベルリンに生まれた。父親はユダヤ人で、はじめモーゼス・エフライムといったが、1828年にキリスト教に改宗してモーリッツ・エーバースに名を変えた。
1856年にゲッティンゲン大学に入学して法学を学んだが、その後エジプト学をベルリン大学のカール・リヒャルト・レプシウスに学んだ。1864年にゲッティンゲン大学の博士の学位を得た。
1865年にイェーナ大学の私講師、1869年にエジプト学の員外教授に任命された。翌1870年にライプツィヒ大学の員外教授に移り、1875年には正教授に昇任した。
調査のために1869-70年と1872-73年の2回エジプトを訪れた。
学術的研究の一方で、エーバースは古代エジプトを題材にした通俗的な歴史小説を多数出版した。初期の作品である『エジプトの王女』(1864、全3巻)は1928年までに40万部が売れ、16か国語に翻訳された。教授職についてからも、最晩年まで小説を発表し続けた。
エジプト以外の歴史小説も書いたが、エジプト物ほど成功しなかった。
1874年に、古代エジプト医学について詳細に記述されたパピルスをテーベで入手した。
1876年から健康を害し、研究からは遠ざかっていった。1888年からはミュンヘンに住んだ。1889年に教職を退いた。
1898年にバイエルンのトゥッツィングで没した。

## 主な著書
著作集『Georg Ebers gesammelte Werke』が出版されている(1893-1897、32冊)。

### 学術書
- Aegypten und die Bücher Mose's. Leipzig: Wilhelm Engelmann. (1868)（エジプトとモーセの書）
- Durch Gosen zum Sinai. Leipzig: Wilhelm Engelmann. (1872)（ゴシェンからシナイへ）
- Papyros Ebers, das hermetische Buch über die Arzeneimittel der alten Ägypter in hieratischer Schrift. Leipzig: Wilhelm Engelmann. (1875)（エーベルス・パピルスについて）
- Cicerone durch das alte und neue Aegypten. Deutsche Verlags-Anstalt. (1886)
- Aegyptische Studien und Verwandtes. Deutsche Verlags-Anstalt. (1900)（没後に編纂された論文集）

### 小説
- Eine ägyptische Königstochter. Stuttgart: Eduard Hallberger. (1864)（エジプトの王女、3巻）
- Uarda. Roman aus dem alten Aegypten. Eduard Hallberger. (1876)（3巻）
- Homo sum. Eduard Hallberger. (1879) [1876]
- Die Schwestern. Eduard Hallberger. (1880)（姉妹）
- Der Kaiser. Eduard Hallberger. (1881) 巻1 巻2（皇帝）
- Die Frau Bürgermeisterin. Deutsche Verlags-Anstalt. (1882)（市長の妻）
- Ein Wort. Deutsche Verlags-Anstalt. (1883)
- Serapis. Deutsche Verlags-Anstalt. (1885)（セラピス）
- Die Nilbraut. Deutsche Verlags-Anstalt. (1887)（ナイルの花嫁）
- Die Gred. Deutsche Verlags-Anstalt. (1889)
- Per Aspera. Deutsche Verlags-Anstalt. (1892) 巻1 巻2（困難を越えて）
- Kleopatra. Deutsche Verlags-Anstalt. (1894)（クレオパトラ）
- Im Schmiedefeuer. Deutsche Verlags-Anstalt. (1895)（鍛冶の火）
- Barbara Blomberg. Deutsche Verlags-Anstalt. (1897)（バルバラ・ブロムベルク）
- Arachne. Deutsche Verlags-Anstalt. (1898)（アラクネー、最後の作品）

### その他
- Die Geschichte meines Lebens. Deutsche Verlags-Anstalt. (1893)（成人するまでの自伝）
- Richard Lepsius, ein Lebensbild. Leipzig: Wilhelm Engelmann. (1885)（レプシウスの伝記）